# Wapen van Beekdaelen

Het wapen van Beekdaelen

Het wapen van Beekdaelen werd op 21 februari 2019 per Koninklijk besluit aan de Nederlands Limburgse gemeente Beekdaelen toegekend. De gemeente is ontstaan op 1 januari 2019 door een fusie tussen de voormalige gemeenten Onderbanken, Nuth en Schinnen. Het wapen bevat elementen uit voorgaande wapens van deze gemeenten.

## Geschiedenis
Er werd in 2018 een stuurgroep opgericht, bestaande uit onder anderen de drie burgemeesters uit de voorgaande gemeenten. Dat leverde een voorstel voor een ontwerp op, waaraan de Hoge Raad van Adel en de minister van Binnenlandse Zaken reeds hun goedkeuring gaven. Het voorstel werd op 2 januari 2019 door de gemeenteraad aangenomen, waarna het wapen formeel bij de koning kon worden aangevraagd. Onbekend is de datum van het Koninklijk Besluit. Op 11 juli 2019 nam waarnemend burgemeester Bas Verkerk het wapendiploma in ontvangst.

## Blazoenering
De blazoenering van het wapen van Beekdaelen luidt als volgt:
Gedeeld; I in zilver een dubbelstaartige, gekroonde leeuw van keel; II in keel een dubbel slangenkopkruis van zilver, waarop een schildje van zilver, beladen met drie koeken van keel; een golvende schildvoet van sinopel, beladen met twee golvende dwarsbalken van zilver. Het schild gedekt met een gouden kroon van drie bladeren en twee parels
De Valkenburgse leeuw is afkomstig van de voormalige wapens van Onderbanken en Nuth en het slangenkopkruis (grafelijk geslacht Huyn van Amstenrade) van Onderbanken en Schinnen. De drie groene, golvende dwarsbalken staan symbool voor de beken, dalen en heuvels in de nieuwe gemeente. De schildvoet vormt met de symbolische weergave van "beek" en "dal" een sprekend wapen. Het schild is gedekt met een gravenkroon.

## Verwante afbeeldingen

Wapen van Onderbanken
Wapen van Nuth
Wapen van Schinnen
Wapen van Valkenburg (Limburg)
Huyn van Amstenrade